# كورتيس جونسون (لاعب كرة قدم أمريكية أمريكي)
كورتيس جونسون (بالإنجليزية: Curtis Johnson)‏ هو لاعب كرة قدم أمريكية أمريكي، ولد في 16 فبراير 1985 في لاودرهيل في الولايات المتحدة.

## وصلات خارجية
- كورتيس جونسون على موقع مرجع كرة القدم المحترفة.كوم (الإنجليزية)